# Nakarai Tōsui
Nakarai Tōsui (ja, 半井 桃水), 12 janvier 1861 à Tsushima - 20 novembre 1926 à Tsuruga) est un romancier japonais. Son nom durant son enfance est Sentarō (泉太郎). Plus tard il prend le nom Kiyoshi, forme proche Retsu, (tous deux écrits 冽). 

## Biographie
Il passe son enfance dans une colonie japonaise installée à Busan en Corée. À Tokyo il fréquente l'école Kyōritsugakusha. Lors d'une tentative ultérieure de séjour en Corée, il rapporte au quotidien Asahi Shimbun d'un soulèvement militaire à Séoul. Après son retour au Japon, il commence en 1888 à travailler en tant que journaliste pour le journal Asahi à Tokyo, et à ce titre couvre les événements de la guerre russo-japonaise. Journaliste, il écrit également des romans de journal d'une faible valeur littéraire. Il est professeur d'Ichiyō Higuchi qui tombe amoureuse de lui.

## Source de la traduction
- (de) Cet article est partiellement ou en totalité issu de l’article de Wikipédia en allemand intitulé « Nakarai Tōsui » (voir la liste des auteurs).
- Notices d'autorité :   - VIAF
  - ISNI
  - IdRef
  - LCCN
  - Japon
  - CiNii
  - Israël
  - Corée du Sud
  - WorldCat